# 러시아의 여자 가수 목록
다음은 러시아의 여자 가수 목록이다.

## 가
- 안나 게라시모바
- 에카테리나 구세바
- 나탈리 기오이아

## 나
- 율리아 나찰로바
- 나탈리
- 나토
- 타티아나 나이닉
- 사인호 남칠라크

## 다
- 라다 단스
- 니나 도르 다
- 라리사 돌리나
- 이리나 둡츠소바

## 라
- 투타 라르센
- 나데즈다 루카셰비치
- 나데즈다 루치카

## 마
- 노벨라 마트베바
- 막심
- 마리야 모르다소바
- 라이사 모도로바
- 타마라 미안사로바
- 롤리타 밀얍스카야

## 바
- 록사나 바바얀
- 나데즈다 바브키나
- 알라 바야노바
- 이리나 보구솁스카야
- 옥사나 보로디나
- 잔나 비쳅스카야
- 타탸아나 불라노바

## 사
- 에카테리나 사비나

## 아
- 타티야나 아브라모바
- 마리아 아크키포바
- 알리야
- 알수
- 안나 아글라토바
- 유디피
- 나탈리아 이레츠카야

## 자
- 자스민

## 차
- 다샤 차루샤
- 율리야 치체헤나
- 나탈리아 추마코바

## 카
- 빅토리야 카라쇼바
- 마 발라 카스라슈빌리
- 사티 카자노바
- 류보프 카자르노프스카야
- 엘레나 캄부로바
- 엘레나 코리코바
- 엘레나 콘두라이넨
- 이르센 쿠디코바
- 레라 쿠드리아베체바
- 마리나 크라베츠
- 발렌티나 레프코

## 타
- 발렌티나 톨쿠노바

## 파
- 바실 파타포바
- 알라 푸가쵸바

## 하
- 갈리나 홈치크